# Löfflers syndrom
Löfflers syndrom är en kombination av pulmonella infektioner och högt antal av eosinofiler, en typ av vita blodkroppar. Lungan kan vara drabbad av parasiter, men även läkemedel kan vara orsaken. Trötthet och torrhosta är vanligt. Hostprov, röntgenundersökning och lungbiopsi görs vanligen.
Syndromet hör till en grupp sjukdomar som sammanfattas under begreppet pulmonell eosinofili.